# Armada de Turquía

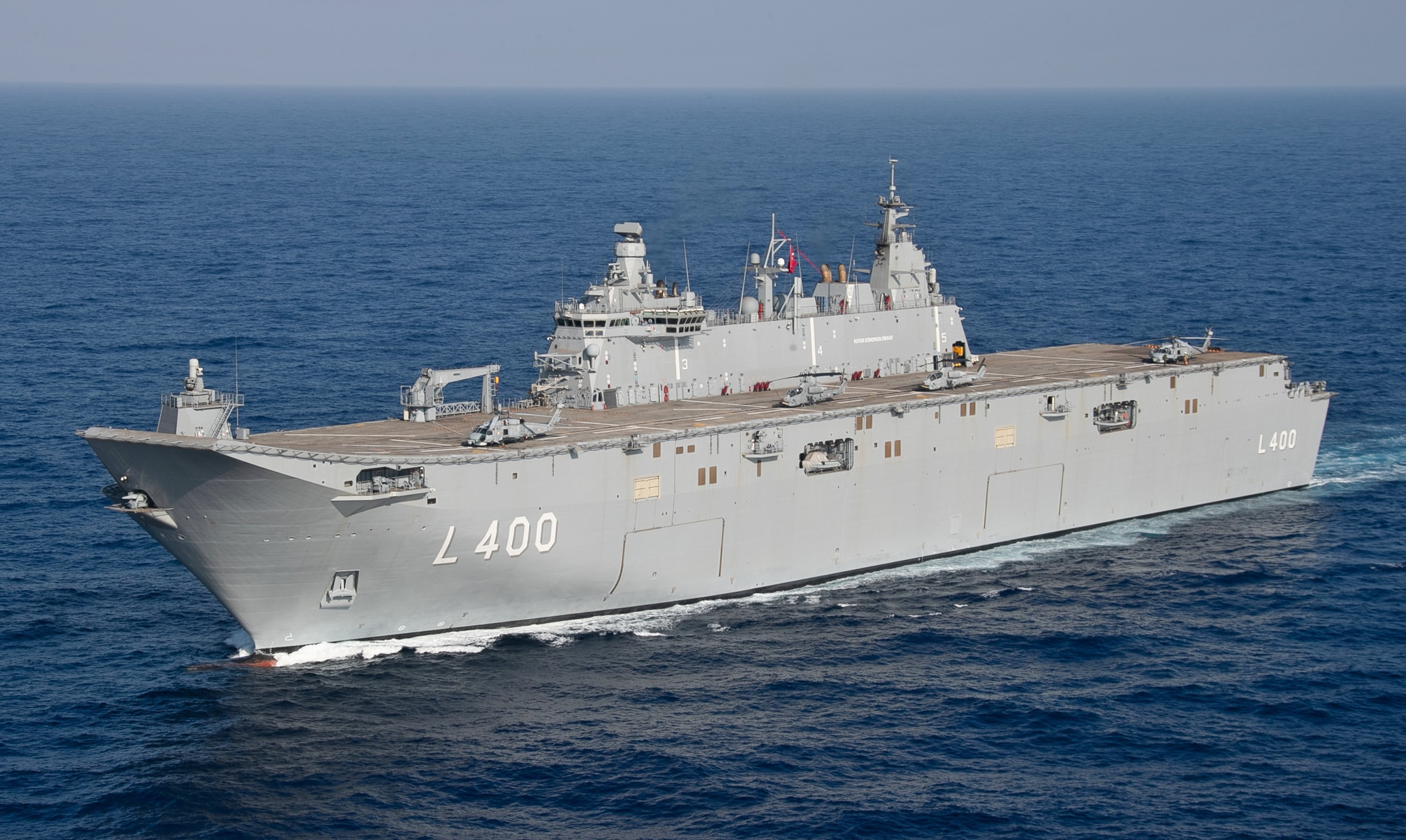
TCG Anadolu (L-400)

Las Fuerzas Navales de Turquía (en turco: Türk Deniz Kuvvetleri), o Armada de Turquía (en turco: Türk Donanması) es la rama naval de las Fuerzas Armadas Turcas. Desde el final de la Guerra fría es la primera fuerza naval en Oriente Medio, en el Mediterráneo oriental y el mar Negro. Es actualmente la octava en el mundo en términos de personal, con 48 600 personas activas, la tercera en Europa en términos de tonelada de desplazamiento de la flota, con 258 948 toneladas y está clasificada como la quinta Marina de la OTAN detrás de la Armada de los Estados Unidos, la Royal Navy, la Marina Nacional francesa y la Marina Militar italiana.
Su historia se remonta hasta las primeras flotas turcas que navegaban el mar Egeo a finales del siglo xi, las flotas de los beylicatos de Anatolia en el siglo xiv, y, de manera más inmediata, a la Armada otomana. Sin embargo, las tradiciones y costumbres navales modernas se remontan al 10 de julio de 1920, cuando se estableció como la Dirección de Asuntos Navales durante la Guerra de Independencia turca liderada por Mustafa Kemal Atatürk. 